# Colby Covington
Colby Covington (Clovis, 22 de fevereiro de 1988) é um lutador de artes marciais mistas estadunidense. Atualmente, compete no peso-meio-médio do Ultimate Fighting Championship. Ele é o ex Campeão Meio-Médio Interino do UFC e o atual número 2 no ranking dos meio-médios do UFC.

## Início
Covington nasceu em Clovis, Califórnia, e se mudou com sua família para Springfield, Oregon aos 11 anos. Após o ensino médio, ele frequentou a Faculdade Comunitária Central de Iowa, onde ele foi um wrestler de destaque. Seu companheiro de quarto na época era o futuro campeão do UFC Jon Jones. Problemas pessoais fizeram Covington voltar para Oregon, onde ele entrou para a Universidade do Estado de Oregon. Ele se tornou o All-American em 2011, ficando em 5° no torneio da NCAA e venceu o título da Pac-10 duas vezes em sua categoria.

## Carreira no MMA
Covington começou a treinar artes marciais mistas em 2006 e fez algumas lutas amadoras enquanto também competia como wrestler amador antes entrar para a faculdade. Ele fez sua estréia profissional em 2012, competindo em promoções regionais no Sul da Flórida, para onde ele se mudou e começou a treinar na American Top Team. Ele foi capaz de acumular o recorde de 5-0 antes de assinar com o UFC no verão de 2014.

### Ultimate Fighting Championship
Covington fez sua estreia profissional contra Wang Anying em 23 de Agosto de 2014 no UFC Fight Night: Bisping vs. Le. Ganhou a desequilibrada luta quando Wang desistiu com golpes nos segundos finais do primeiro round.
Covington enfrentou Wagner Silva em 8 de Novembro de 2014 no UFC Fight Night: Shogun vs. St. Preux. Mais uma vez dominou seu oponente, vencendo a luta por finalização no terceiro round.
Covington enfrentou Mike Pyle em 23 de Maio de 2015 no UFC 187, substituindo o lesionado Sean Spencer. Covington venceu a luta por decisão unânime.
Covington enfrentou Warlley Alves em 12 de dezembro de 2015 no UFC 194 e foi derrotado por finalização com uma guilhotina no primeiro round, sofrendo assim sua primeira derrota no MMA profissional.
Covington enfrentou o canadense Jonathan Meunier em 18 de junho de 2016 no UFC Fight Night: MacDonald vs. Thompson. Venceu o combate por finalização mata-leão no terceiro round.
Foi escalado para enfrentar o compatriota Max Griffin em 20 de agosto de 2016 no UFC 202: Diaz vs. McGregor II, vencendo por Nocaute Técnico no terceiro round.
Pelo Cinturão Meio-Médio Interino do UFC, Covington enfrentou o lutador brasileiro Rafael dos Anjos. Colby venceu o combate por decisão unânime.

## Cartel no MMA
| Cartel no MMA   |             |            |
| 20 lutas        | 17 vitórias | 3 derrotas |
| Por nocaute     | 4           | 1          |
| Por finalização | 4           | 1          |
| Por decisão     | 9           | 1          |

| Res.    | Cartel | Oponente         | Método                               | Evento                                  | Data       | Round | Tempo | Local                    | Notas                                                                    |
| ------- | ------ | ---------------- | ------------------------------------ | --------------------------------------- | ---------- | ----- | ----- | ------------------------ | ------------------------------------------------------------------------ |
| Derrota | 17-5   | Joaquin Buckley  | Nocaute Técnico (interrupção médica) | UFC Tampa                               | 14/12/2024 | 3     | 4:42  | Tampa, Flórida           |                                                                          |
| Derrota | 17-4   | Leon Edwards     | Decisão (unânime)                    | UFC 296: Edwards vs. Covington          | 16/12/2023 | 5     | 5:00  | Las Vegas, Nevada        | Pelo Cinturão Meio Médio do UFC.                                         |
| Vitória | 17-3   | Jorge Masvidal   | Decisão (unânime)                    | UFC 272: Covington vs. Masvidal         | 05/03/2022 | 5     | 5:00  | Las Vegas, Nevada        |                                                                          |
| Derrota | 16-3   | Kamaru Usman     | Decisão (unânime)                    | UFC 268: Usman vs. Covington 2          | 06/11/2021 | 5     | 5:00  | Nova Iorque, Nova Iorque | Pelo Cinturão Meio Médio do UFC.                                         |
| Vitória | 16-2   | Tyron Woodley    | Nocaute Técnico (lesão)              | UFC Fight Night: Covington vs. Woodley  | 19/09/2020 | 5     | 1:19  | Las Vegas, Nevada        |                                                                          |
| Derrota | 15-2   | Kamaru Usman     | Nocaute Técnico (socos)              | UFC 245: Usman vs. Covington            | 14/12/2019 | 5     | 4:10  | Las Vegas, Nevada        | Pelo Cinturão Meio Médio do UFC; Luta da Noite.                          |
| Vitória | 15-1   | Robbie Lawler    | Decisão (unânime)                    | UFC on ESPN: Covington vs. Lawler       | 03/08/2019 | 5     | 5:00  | Newark, Nova Jersey      |                                                                          |
| Vitória | 14-1   | Rafael dos Anjos | Decisão (unânime)                    | UFC 225: Whittaker vs. Romero II        | 09/06/2018 | 5     | 5:00  | Chicago, Illinois        | Ganhou o Cinturão Meio Médio Interino do UFC; Foi destituído após lesão. |
| Vitória | 13-1   | Demian Maia      | Decisão (unânime)                    | UFC Fight Night: Brunson vs. Machida    | 28/10/2017 | 3     | 5:00  | São Paulo                |                                                                          |
| Vitória | 12-1   | Dong Hyun Kim    | Decisão (unânime)                    | UFC Fight Night: Holm vs. Correia       | 17/06/2017 | 3     | 5:00  | Kallang                  |                                                                          |
| Vitória | 11-1   | Bryan Barberena  | Decisão (unânime)                    | UFC on Fox: VanZant vs. Waterson        | 17/12/2016 | 3     | 5:00  | Sacramento, Califórnia   |                                                                          |
| Vitória | 10-1   | Max Griffin      | Nocaute Técnico (socos)              | UFC 202: Diaz vs. McGregor II           | 20/08/2016 | 3     | 2:18  | Las Vegas, Nevada        |                                                                          |
| Vitória | 9-1    | Jonathan Meunier | Finalização (mata leão)              | UFC Fight Night: MacDonald vs. Thompson | 18/06/2016 | 3     | 0:54  | Ottawa, Ontário          |                                                                          |
| Derrota | 8-1    | Warlley Alves    | Finalização (guilhotina)             | UFC 194: Aldo vs. McGregor              | 12/12/2015 | 1     | 1:26  | Las Vegas, Nevada        |                                                                          |
| Vitória | 8-0    | Mike Pyle        | Decisão (unânime)                    | UFC 187: Johnson vs. Cormier            | 23/05/2015 | 3     | 5:00  | Las Vegas, Nevada        |                                                                          |
| Vitória | 7-0    | Wagner Silva     | Finalização (mata leão)              | UFC Fight Night: Shogun vs. St. Preux   | 08/11/2014 | 3     | 3:26  | Uberlândia               |                                                                          |
| Vitória | 6-0    | Wang Anying      | Nocaute Técnico (socos)              | UFC Fight Night: Bisping vs. Le         | 23/08/2014 | 1     | 4:50  | Cotai                    | Estreia no UFC.                                                          |
| Vitória | 5-0    | Jay Ellis        | Finalização (katagatame)             | AFC 21 - The Return                     | 16/05/2014 | 1     | 2:49  | Hollywood, Florida       |                                                                          |
| Vitória | 4-0    | Jose Caceres     | Decisão (unânime)                    | CFA 12                                  | 12/10/2013 | 3     | 5:00  | Coral Gables, Florida    |                                                                          |
| Vitória | 3-0    | Jason Jackson    | Decisão (unânime)                    | Fight Time 10                           | 22/06/2012 | 3     | 5:00  | Fort Lauderdale, Florida |                                                                          |
| Vitória | 2-0    | David Hayes      | Finalização (katagatame)             | Fight Time 9                            | 27/04/2012 | 2     | 1:42  | Fort Lauderdale, Florida |                                                                          |
| Vitória | 1-0    | Chris Ensley     | Nocaute (socos)                      | Midtown Productions 3                   | 11/02/2012 | 1     | 1:21  | Eugene, Oregon           |                                                                          |

## Polêmicas
Colby Covington é muito conhecido por suas declarações fortes e controversas. Após a luta contra Demian Maia, no UFC São Paulo, o americano gerou indignação generalizada entre os brasileiros ao chamá-los de "animais imundos".
 

Antes da luta contra Kamaru Usman, Covington também proferiu declarações de cunho racista em relação ao nigeriano.
| “ | A minha família já serviu na Guerra da Coreia, na Guerra no Vietnã... a minha família derramou sangue por essa bandeira. O que a família dele já fez pela América além de servir na penitenciária federal? | ” |